# Starościn (Lubusz)
Pour les articles homonymes, voir Starościn.
Starościn (prononciation : [staˈrɔɕt͡ɕin]) est un village polonais de la gmina de Rzepin dans le powiat de Słubice de la voïvodie de Lubusz dans l'ouest de la Pologne.
Il se situe à environ 3 kilomètres au nord-est de Rzepin (siège de la gmina), 20 kilomètres à l'est de Słubice (siège du powiat), 49 kilomètres au sud-ouest de Gorzów Wielkopolski (capitale de la voïvodie) et 66 kilomètres au nord-ouest de Zielona Góra (siège de la diétine régionale).
Le village comptait approximativement une population de 296 habitants en 2013.

## Histoire
Au cours du deuxième partage de la Pologne en 1793, le village est annexé par le Royaume de Prusse sous le nom de Friedrichswille. Après la réforme administrative du royaume de Prusse en 1815, Friedrichswille entre dans l'arrondissement de Sternberg-en-Nouvelle-Marche, qui est divisé ensuite, et elle fait partie de l'arrondissement de Sternberg-Ouest qui est lui-même partie du district de Francfort-sur-l'Oder au sein de la province de Brandebourg.
Après la Seconde Guerre mondiale, avec la mise en œuvre de la ligne Oder-Neisse, le village retourne à la République populaire de Pologne. La population d'origine allemande est expulsée et remplacée par des polonais.
De 1975 à 1998, le village appartenait administrativement à la voïvodie de Gorzów.

Depuis 1999, il appartient administrativement à la voïvodie de Lubusz